# Proculus (Jurist)
Proculus war im antiken Rom ein Jurist der frühen klassischen Zeit um die Mitte des 1. Jahrhunderts n. Chr. Er gilt als Begründer einer nach ihm benannten juristischen „Rechtsschule“, die der Prokulianer. In seiner Bedeutung fiel er aber deutlich hinter seinen Lehrkollegen Labeo zurück. Aus dessen Nachlass veröffentlichte Proculus das Sammelwerk der Posteriores libri XL, in welchem – über vierzig Bücher hinweg – Rechtsfälle verschiedenster Art erörtert wurden. Der hohe Beamte des spätantiken Kaisers Justinian, Tribonian, zuständig für die Rechtsredaktion des Corpus iuris civilis, zog daraus eine Epitome, umfassend zehn Bücher (libri). Die Briefwechsel Ciceros dürften Proculus dazu inspiriert haben, eine eigene Briefesammlung, die Epistulae herauszugeben.
Die Prokulianer rivalisierten mit den Sabinianern um die Entwicklung von Methoden systematischer Auslegung des Rechts. Proculus arrangierte sich mit dem Prinzipat und wurde zu einem engen Vertrauten des princeps.